# 绿背溲疏
绿背溲疏（学名：Deutzia hypoglauca var. viridis）为虎耳草科溲疏属下的一个变种。

## 扩展阅读
- 維基物種上的相關：绿背溲疏